# Klaus Schlesinger
Klaus Schlesinger (né le 9 janvier 1937 à Berlin et mort le 11 mai 2001 à Berlin) est un écrivain et journaliste allemand.

## Œuvres

### Romans
- David. Erzählung, Neue deutsche Literatur, 1960
- Michael, Hinstorff Verlag, Rostock, 1971, DNB 740157183
- Hotel oder Hospital, Hinstorff Verlag, Rostock 1973, DNB 740373145
- Ikarus (scénario de film), Henschel-Verlag Kunst und Gesellschaft, Ost-Berlin 1975, DNB 760107874.
- Alte Filme. Erzählungen, Hinstorff Verlag, Rostock 1975, DNB 760035466.
- Berliner Traum. 5 Erzählungen, Hinstorff Verlag, Rostock 1977, DNB 780116348.
- Leben im Winter. S. Fischer Verlag, Frankfurt am Main 1980,  (ISBN 3-10-070103-8).
- Matulla und Busch. S. Fischer Verlag, Frankfurt am Main 1984,  (ISBN 3-596-22337-7).
- Fliegender Wechsel. Eine persönliche Chronik. S. Fischer Verlag, Frankfurt am Main 1990,  (ISBN 3-10-070105-4).
- Ulrich Plenzdorf, Klaus Schlesinger, Martin Stade (Hrsg.): Berliner Geschichten. „Operativer Schwerpunkt Selbstverlag“; eine Autoren-Anthologie: wie sie entstand und von der Stasi verhindert wurde. Suhrkamp Verlag, Frankfurt am Main 1995,  (ISBN 3-518-38756-1).
- Die Sache mit Randow. Roman. Aufbau-Verlag, Berlin 1996,  (ISBN 3-351-02367-7).
- Von der Schwierigkeit, Westler zu werden. Aufbau-Verlag, Berlin 1998,  (ISBN 3-7466-1448-1).
- Trug. Roman. Aufbau-Verlag, Berlin 2000,  (ISBN 3-351-02385-5).
- Die Seele der Männer. Aufbau-Verlag, Berlin 2003,  (ISBN 3-351-02965-9) (publié à titre posthume)

### Nouvelles
- Der Tod meiner Tante
- Neun
- La fin de la jeunesse. Édition bilingue de nouvelles, traduites et éditées par Daniel Argelès : https://allemagnest.hypotheses.org/1728

### Pièces radiophoniques
- Es fing so einfach an, Erstsendung: Radio DDR II, 28. September 1965
- Niedergang des Kleinhandels, Erstsendung: SFB, 1. Dezember 1979
- Leben im Winter, Erstsendung: SDR, 26. Januar 1986
- Felgentreu, Erstsendung: SFB, 22. November 1986
- Marco mit c. wie Marco Polo, Erstsendung: SDR, 24. Mai 1987
- Zeugnis ablegen. Die Tagebücher des Victor Klemperer 1933–1945. Aufbau-Verlag, Berlin 1996,  (ISBN 3-351-02395-2) (6 CD. Avec Udo Samel, Funkbearbeitung Klaus Schlesinger, Regie Peter Groeger).
- Leben sammeln. Die Tagebücher des Victor Klemperer 1918–1932. Aufbau-Verlag, Berlin 1997,  (ISBN 3-351-02396-0) (3 CD. Avec Udo Samel, Funkbearbeitung Klaus Schlesinger, Regie Peter Groeger).
- Zwischen allen Stühlen. Die Tagebücher des Victor Klemperer 1945–1959. Aufbau-Verlag, Berlin 1999,  (ISBN 3-89813-025-8) (3 CD. Avec Udo Samel, Funkbearbeitung Klaus Schlesinger, Regie Peter Groeger).
- Trug. Der Audio-Verlag, Berlin 2001,  (ISBN 3-89813-138-6) (1 CD. Adaptation Sigrid Schleede, Regie Karlheinz Liefers).